# Semiprozine
Un semiprozine es una revista semi-profesional basada en los fanzine pero con un estilo más profesional. Suelen ser de temática de ciencia ficción, literatura fantástica y novela de terror y el hecho de navegar entre el fanzine y la revista lo hace difícil de catalogar, aunque hasta el año 2008 ha existido la categoría de premio Hugo para mejor semiprozine. Ya en 2008 se ha decidido suprimir de los premios la categoría de semiprozine, que hasta entonces fue ganado por la revista Locus de forma constante (que también otorga el premio Locus).